# Castanea crenata
Castanea crenata là một loài thực vật có hoa trong họ Fagaceae. Loài này được Siebold & Zucc. mô tả khoa học đầu tiên năm 1846.
Loài này ban đầu có nguồn gốc từ Nhật Bản và Hàn Quốc. Nó là một loại cây rụng lá nhỏ để vừa phát triển để cao 10–15 m. Các lá cũng tương tự như của dẻ thơm, mặc dù thường nhỏ hơn một chút
Đây là một cây trồng quan trọng tại Nhật Bản để sản xuất hạt ăn được. Một số giống cây trồng đã được chọn để kích thước hạt lớn. Nó cũng được trồng rộng rãi ở miền đông Trung Quốc và Đài Loan.

## Hình ảnh

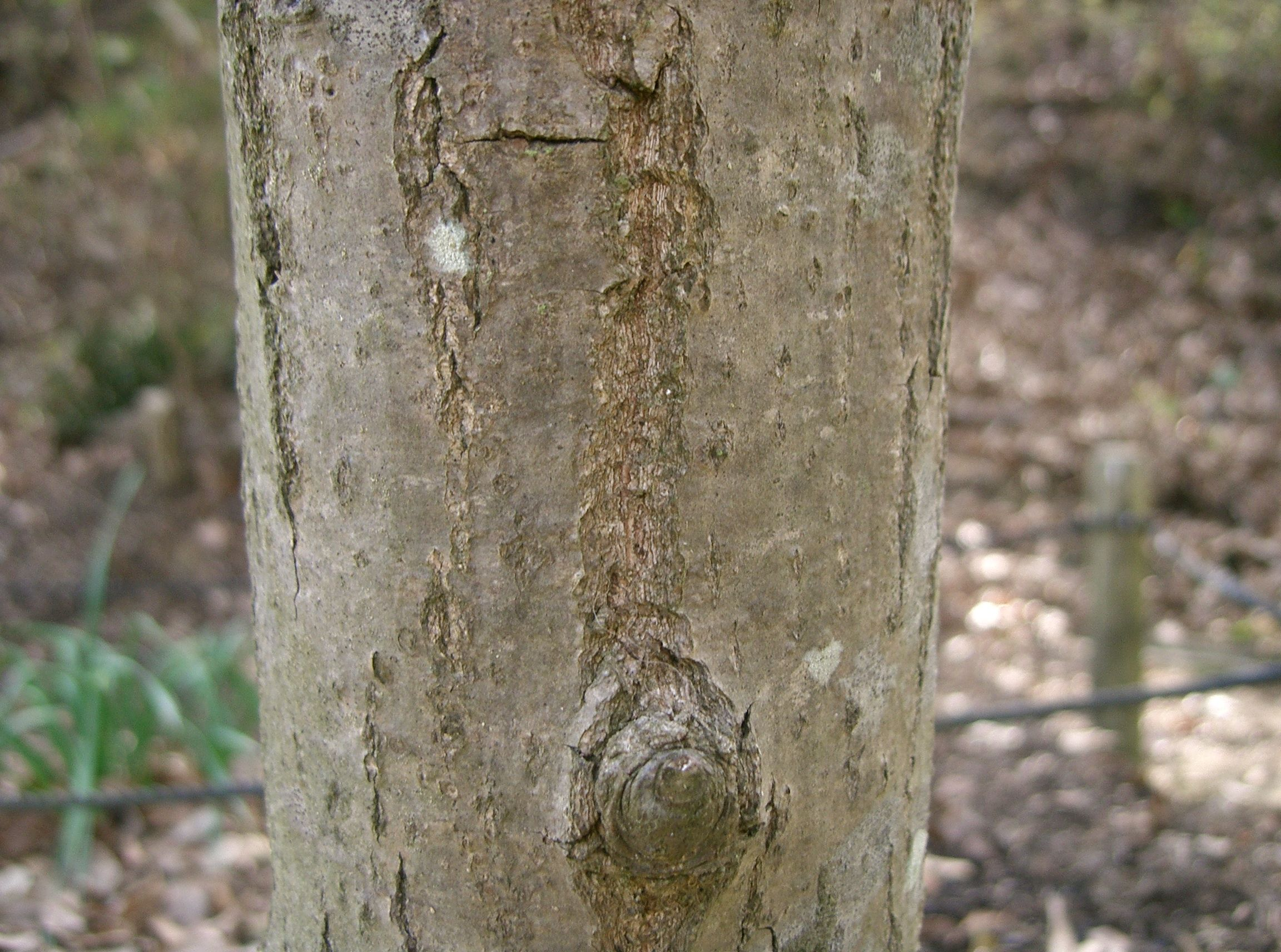
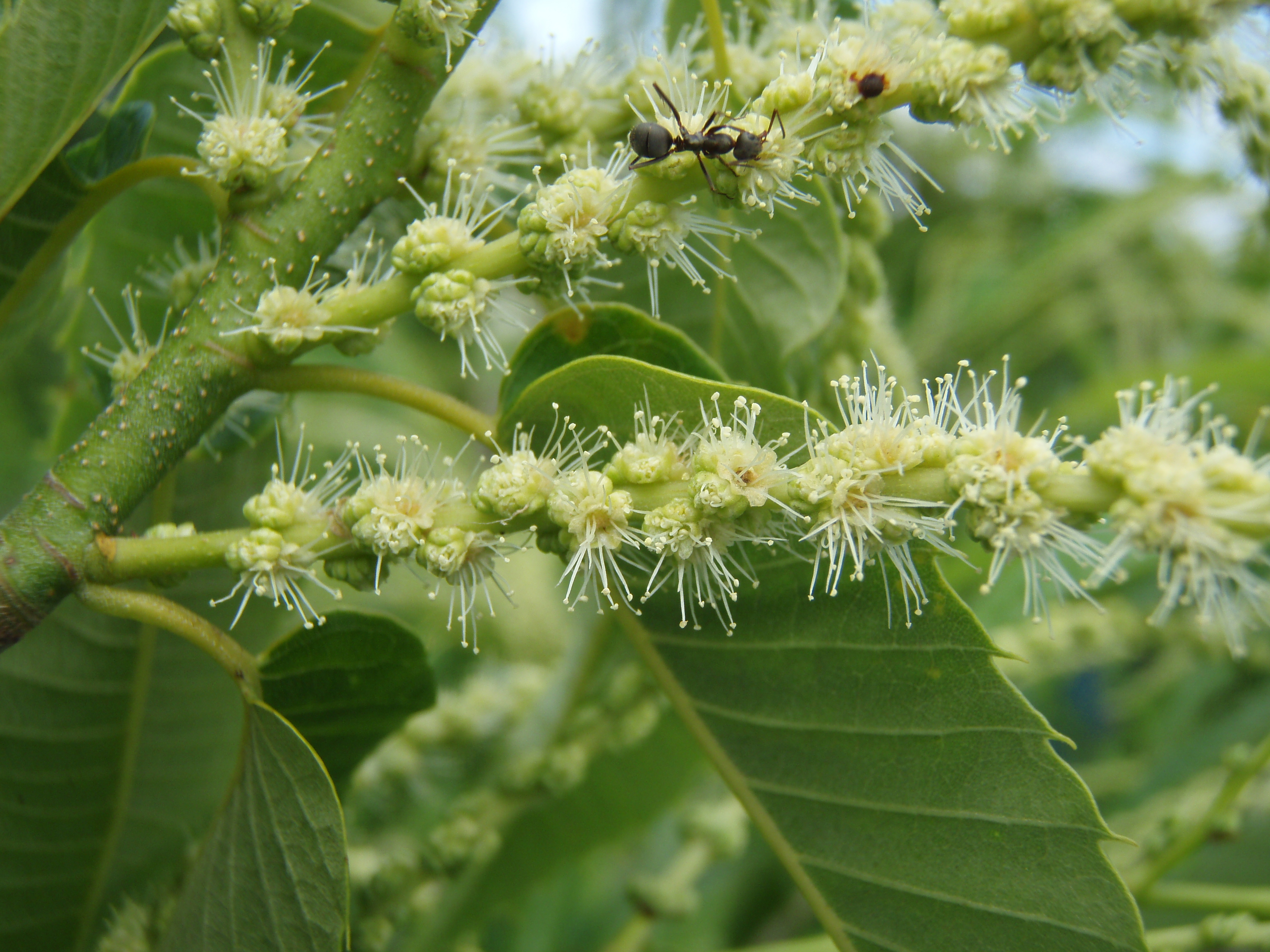
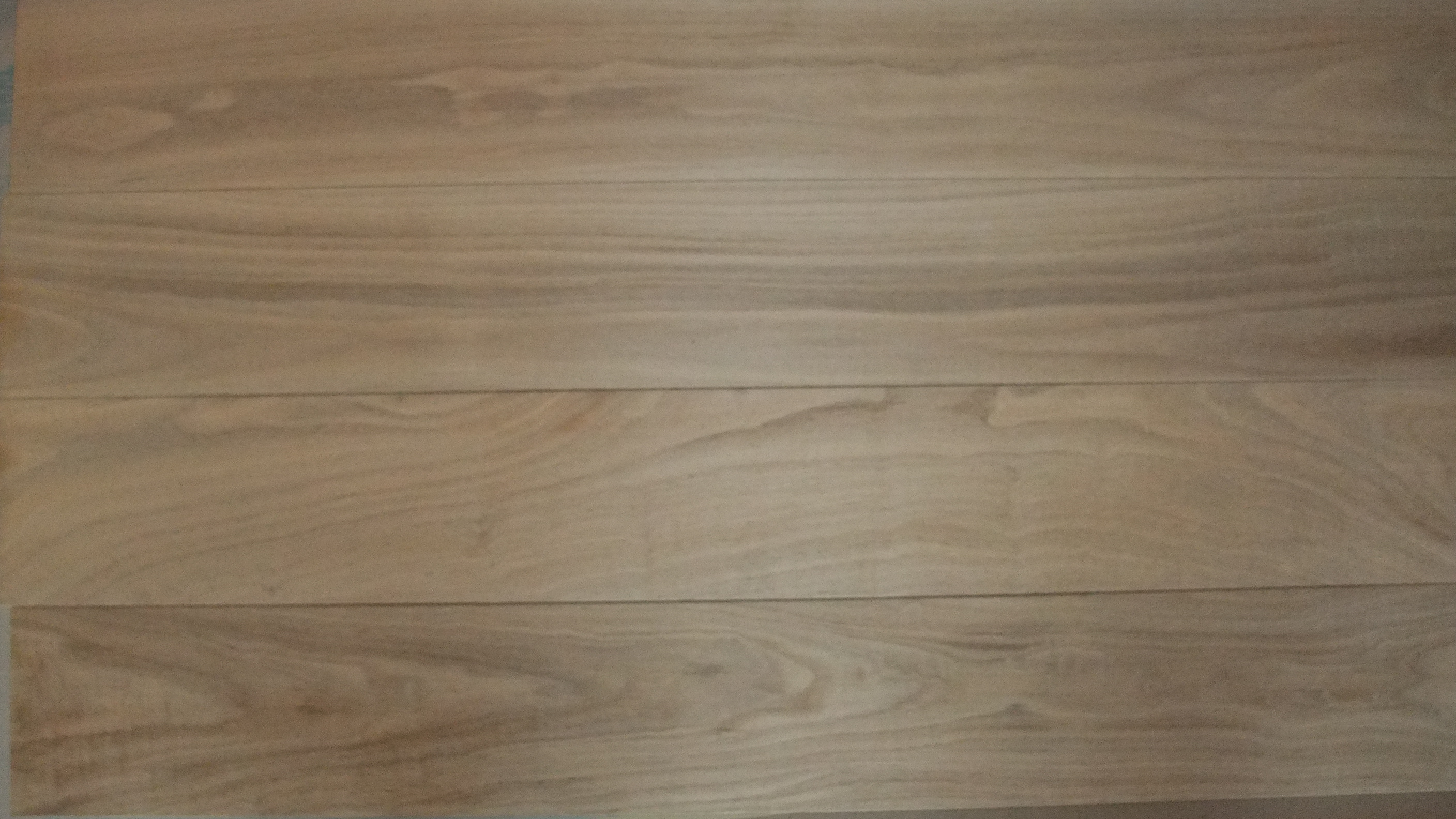
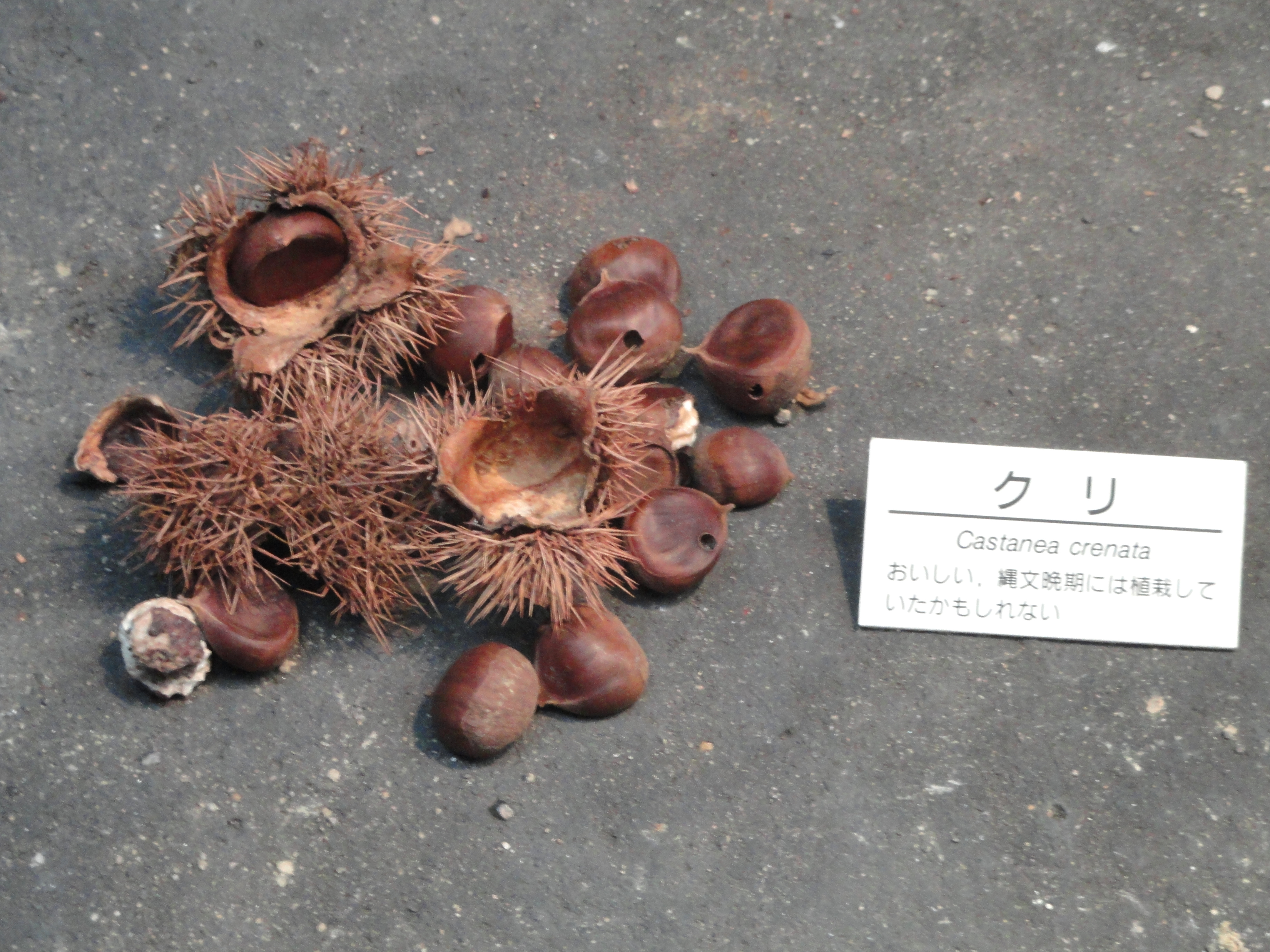